# Hipoclorito de calcio
El hipoclorito de calcio también llamado "cal clorada" es un compuesto químico cuya fórmula es Ca(ClO)2. Es ampliamente utilizado en tratamiento de aguas por su alta eficacia contra bacterias, algas, moho, hongos y microorganismos peligrosos para la salud humana. Además es un agente blanqueador. Su apariencia es granulosa, de color beige claro. En solución acuosa desprende un olor similar al del hipoclorito sódico. El peso molecular del hipoclorito de calcio es de 142.98 g/mol.
Dado su elevado poder de antisepsia, se utiliza como agente desinfectante del agua de las piscinas, principalmente en concentraciones del 70%. Por tal motivo, se le hace llamar comúnmente cloro para piscinas.